# Krankenhausapotheke

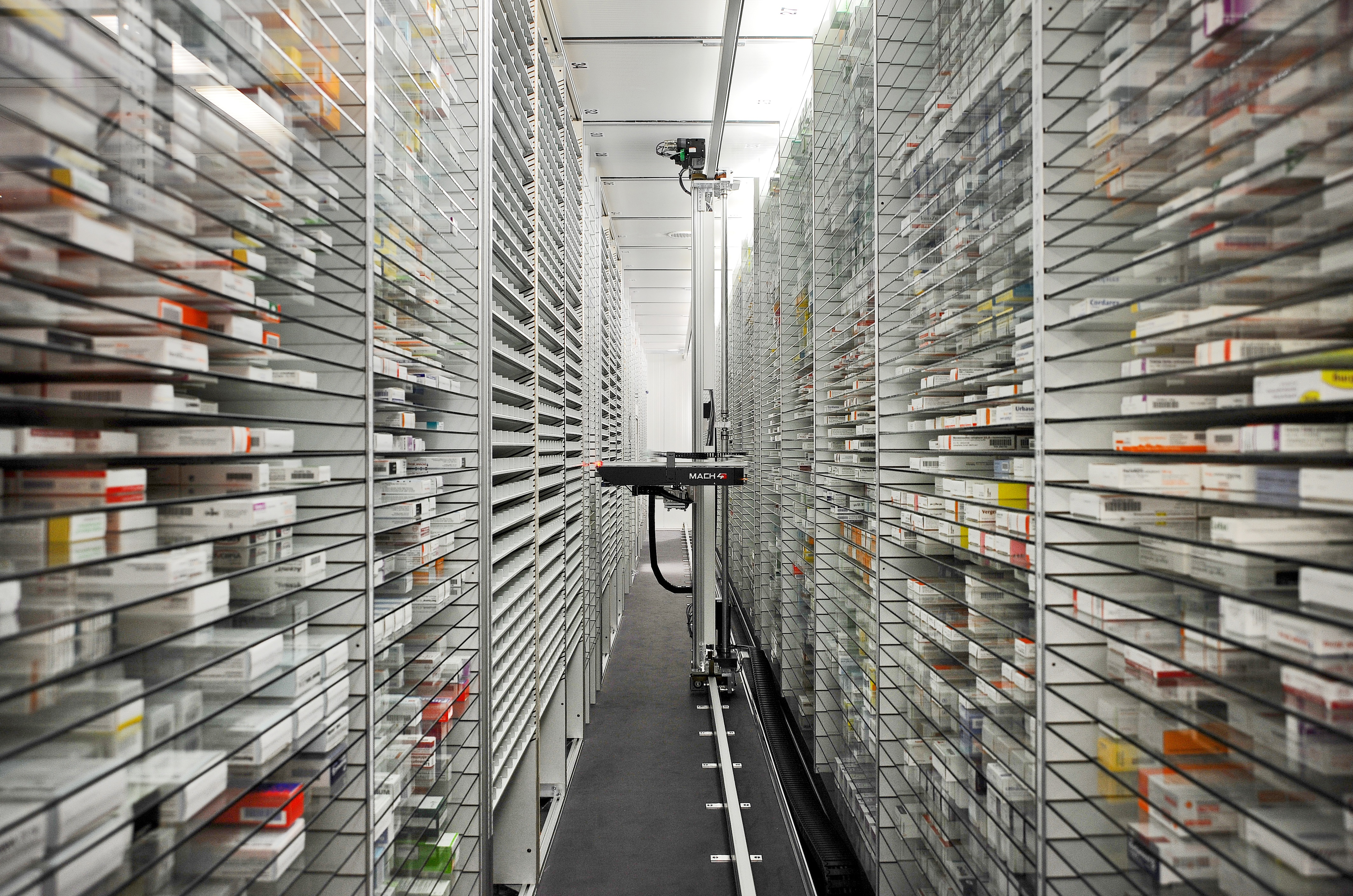
Kommissionierroboter in der Apotheke der Universitätsklinik Münster bei der Entnahme von Arzneimittelpackungen aus dem Lagerregal.

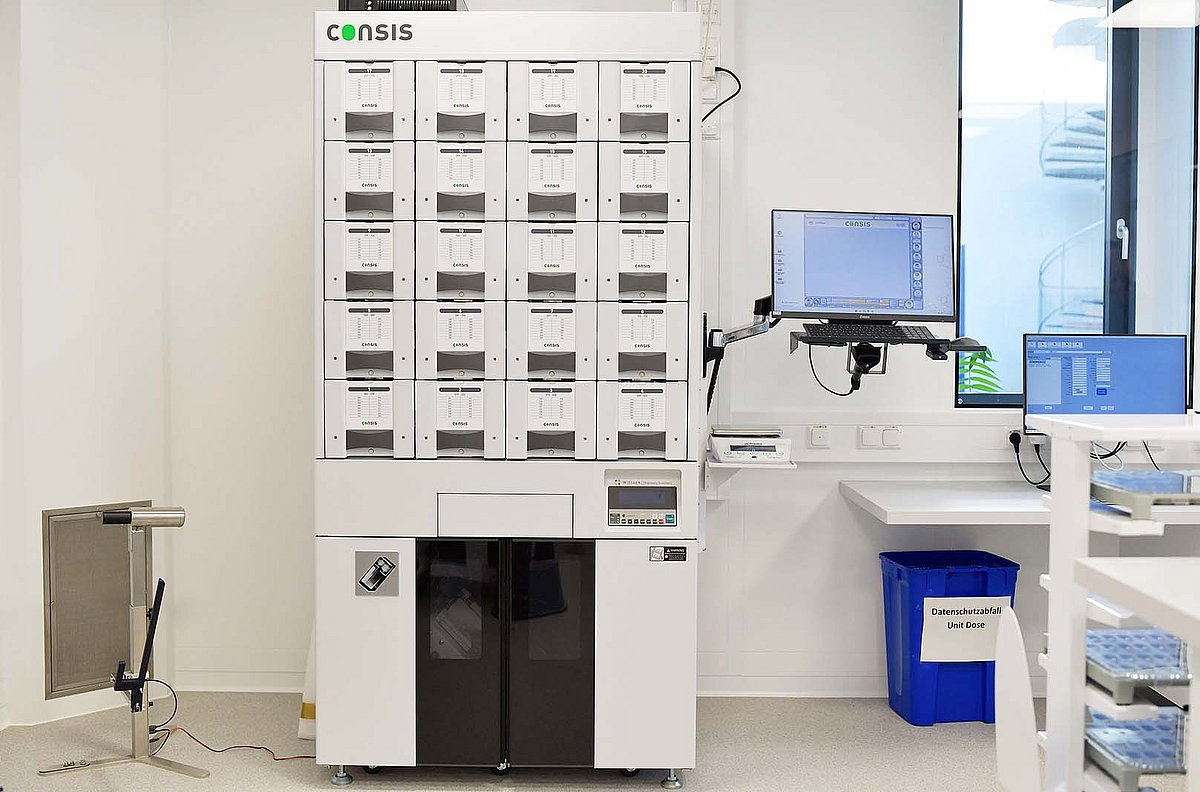
Unit-dose Automat zum patientenindividuellen Abpacken von Medikamenten

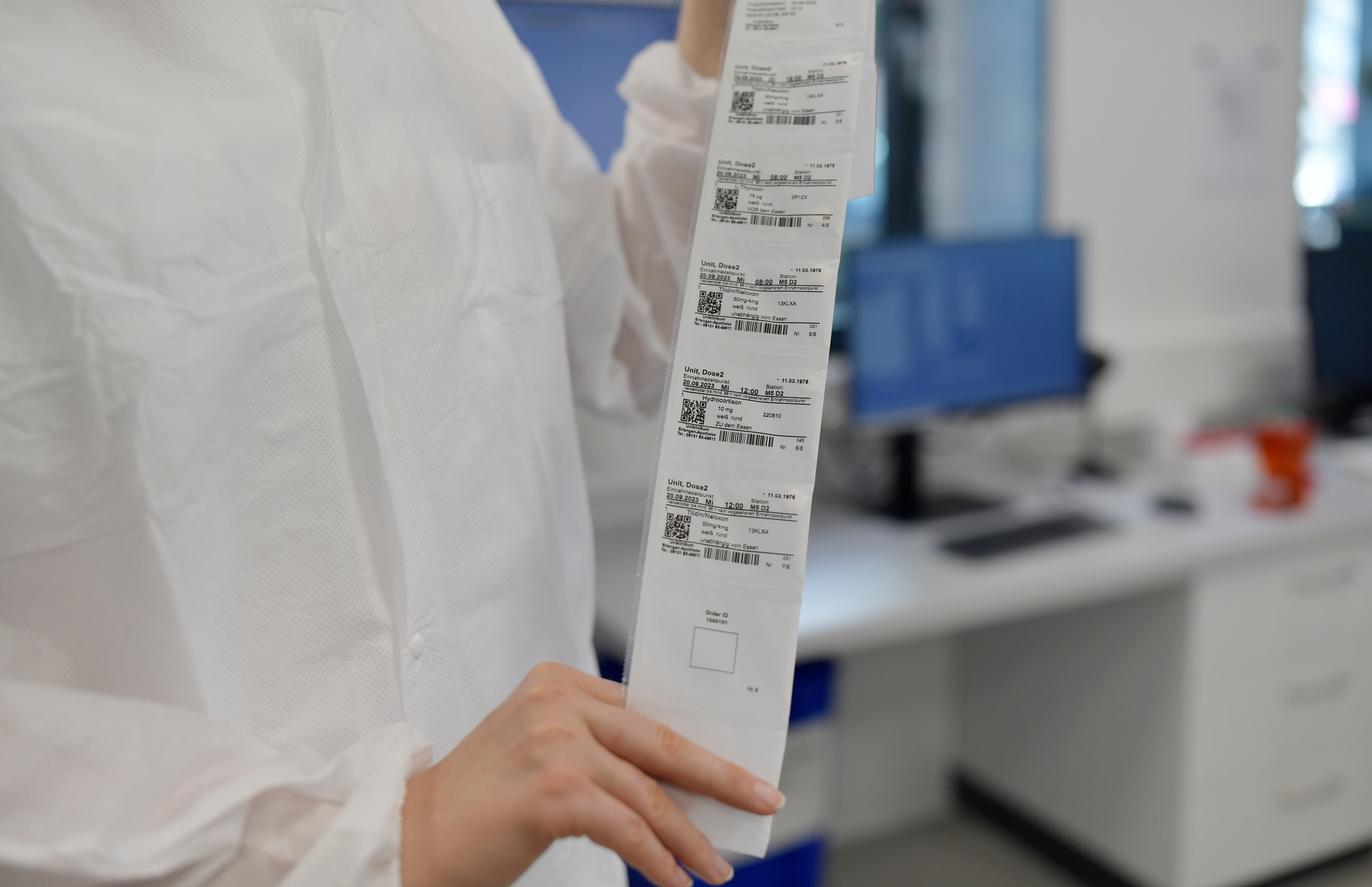
Unit-dose Blisterschlauch für die patientenindividuelle Medikamentengabe

Eine Krankenhausapotheke (in der Schweiz: Spitalapotheke) ist eine Apotheke im Krankenhaus, die die Stationen, Ambulanzen und weitere Teileinheiten des Krankenhauses mit Arzneimitteln und anderen typischen Apothekengütern wie Medizin- und Blutprodukten, Röntgen-, Dialyse- und Laborbedarf, medizinischen Gasen sowie Desinfektionsmitteln versorgt und Verantwortung für die Arzneimitteltherapiesicherheit übernimmt. Arzneimittel können weiterhin an Beschäftigte des Krankenhauses für deren unmittelbaren eigenen Bedarf abgegeben werden. Eine direkte Arzneimittelabgabe an Patienten erfolgt mit Ausnahme einer maximal dreitägigen Überbrückungsmedikation bei Entlassung vor Feiertagen und Wochenenden nicht. Außerhalb der regulären Apothekenöffnungszeiten wird die Akut- und Notfallversorgung mit Arzneimitteln durch einen Bereitschafts- oder Rufdienst gewährleistet.

## Historie
Die medizinische Versorgung des Menschen hat ihre Wurzeln in der Antike. Was in den frühen Hochkulturen mit Heilkulten auf der Basis religiöser und philosophischer, aber auch mit der Behandlung von verwundeten Soldaten begann, erfuhr im Laufe der Jahrhunderte eine Weiterentwicklung in der Armen- und Krankenpflege frühchristlicher Orden (Johanniter, Malteser). Später im Mittelalter wurden im christlichen Geist geführte Hospitäler errichtet. In dieser Zeit, die von griechischen, byzantinischen und insbesondere arabischen Einflüssen geprägt war, gewann die Behandlung mit Arzneimitteln – und damit einhergehend der Berufsstand des Apothekers – zunehmend an Bedeutung.
1231 erließ der Staufenkaiser Friedrich II. eine Medizinalordnung. Sie bildete die Rechtsgrundlage für den Betrieb von Apotheken und schreibt die Trennung der Berufe Arzt und Apotheker fest. Die in den Krankenhäusern tätigen Apotheker stellten neben oral zu gebenden Arzneimittelzubereitungen wie Säfte, Tinkturen und Pillen („Pillendreher“) auch Salben und Pflaster zur äußerlichen Anwendung her. Die Entwicklung vom Spital zum Krankenhaus vollzog sich schließlich zwischen dem 14. und 16. Jahrhundert. Der zunehmende Einfluss der Stadtverwaltungen auf die gemeinnützigen Einrichtungen der Krankenpflege und das daraus langsam entwickelnde Gesundheitswesen führten zu einer Erweiterung des Leistungsangebotes der Hospitäler, in dessen Folge sich das Krankenhaus im heutigen Sinne herausbildete.
Die wachsende Begeisterung für die Naturwissenschaften, Erfolge in der Medizin, Pharmazie und Chemie förderten 18. und 19. Jahrhundert den Bau zahlreicher Krankenhäuser in Deutschland. Zugleich wurden vermehrt krankenhausinterne Apotheken gegründet, die eine schnelle, kostengünstige und unabhängige Arzneimittelversorgung sowie eine enge Zusammenarbeit zwischen Arzt und Apotheker gewährleisten sollten. Einer der bekanntesten Krankenhausapotheker des 19. Jahrhunderts war Theodor Fontane, der die Apotheke des Diakonissen-Krankenhauses Bethanien in Berlin leitete.
Im zu Ende gehenden 19. Jahrhundert wurde die Pharmazie per Gesetz den Naturwissenschaften zugeordnet und eine universitäre Ausbildung vorgeschrieben. Eine qualitätsorientierte Ausbildung sollte unter anderem der Arzneimittelfälschung im Rahmen des freien Warenverkehrs vorbeugen. In der Folgezeit erfuhr die Arzneimitteltherapie eine zunehmende Intensivierung. Dabei bildete sich die Krankenhausapotheke zu einer eigenständigen Organisationseinheit innerhalb des Krankenhauses heraus.

## Tätigkeitsfelder einer Krankenhausapotheke

### Pharmazeutische Logistik
Die pharmazeutische Logistik umfasst alle Dienstleistungen und Abläufe in der Krankenhausapotheke die gewährleisten, dass das richtige Arzneimittel für den richtigen Patienten rechtzeitig und in optimaler Qualität zur Verfügung steht. Aus den circa 100.000 in der Bundesrepublik zugelassenen Arzneimitteln erstellt die Arzneimittelkommission des Krankenhauses unter Mitwirkung des Krankenhausapothekers eine Positivliste von bis zu 2.000 Präparaten, die für die Arzneimitteltherapie unmittelbar zur Verfügung stehen. Für den wirtschaftlich günstigen Direkteinkauf dieser Arzneimittel bei der pharmazeutischen Industrie gehören Krankenhausapotheken Einkaufsgemeinschaften an, die ihren Bedarf gebündelt beschaffen.

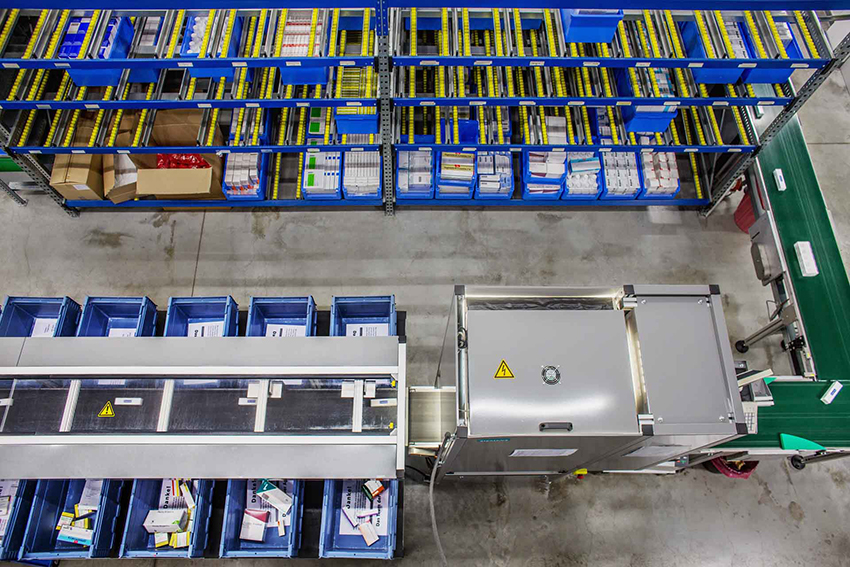
Halbautomatisches Kommissioniersystem für Arzneimittelpackungen mit angeschlossener Objekterkennungseinheit und einem Sorter

Verbreitet erfolgt die Kommissionierung der Arzneimittel für die Bedarfsstellen mit halb- oder vollautomatischen Kommissioniersystemen. Die Arzneimittelbestellung erreicht die Apotheke online. Bei der halbautomatischen Kommissionierung werden mehrere Bestellungen zu einem Batch zusammengefasst. Die Informationen zu Artikelname und Anzahl der aus dem Lagerregal zu entnehmenden Packungen erhält die kommissionierende Person über ein Handheld (PDA). Diese Packungen legt sie auf ein Band zum Transport zu einer Objekterkennungseinheit. Nach optischem Abgleich mit einem hinterlegten Foto sowie hybrider Barcodeerkennung werden die bestellten Arzneimittelpackungen dann mit dem nachgeschalteten Sorter zu einer fehlerfreien Lieferung zusammengestellt. Bei den vollautomatischen Kommissioniersystemen erfolgen sowohl die Artikeleinlagerung als auch die Entnahme ohne manuellen Eingriff robotergesteuert.

### Patientenindividuelle Arzneimittelversorgung (Unit-Dose, CLMM)
Krankenhausapotheken versorgen zunehmend ihre Patienten zur Erhöhung der Arzneimitteltherapiesicherheit mit patientenindividuell einzeln abgepackten Arzneimitteln (Unit-Dose). Bei der Unit-Dose-Versorgung werden die Arzneimittel in der Apotheke automatisiert patientenindividuell verpackt, detailliert beschriftet und ein- bis mehrmals täglich auf die Station geliefert. Höchste Sicherheit im Medikationsprozess gewährleistet das "Closed Loop Medication Management (CLMM). Es gliedert sich in die vier Schritte elektronische ärztliche Verordnung, pharmazeutische Plausibilitätsprüfung und Vidierung, patientenindividuelle Arzneimittellogistik (Unit-Dose) und Verabreichung incl. Dokumentation durch die Pflegenden.
Diese vollständige Digitalisierung des Medikationsprozesses verbunden mit der interprofessionellen Zusammenarbeit von Arzt/Apotheker schafft Arzneimitteltherapiesicherheit für die Krankenhauspatienten.

### Arzneimittelherstellung

#### Großherstellung
Arzneimittel, die von der pharmazeutischen Industrie nicht angeboten werden, sogenannte „Hausspezialitäten“, oder bei denen die Eigenproduktion wirtschaftlicher ist, können in Chargen bis zu 100 abgabefertigen Einheiten pro Tag in Krankenhausapotheken im Rechtsrahmen der Defektur hergestellt werden. Schwerpunktmäßig umfasst das Produktionsspektrum
- sterile Arzneimittel zur Infusion oder Injektion, Ophtalmologika,
- nicht-sterile Arzneimittel wie Kapsel-, Saft-, Tropfen- und pulverförmige Zubereitungen sowie halbfeste Zubereitungen zur äußerlichen Anwendung.

Aus Gründen der Arzneimitteltherapiesicherheit (Infektionsprävention, Vermeiden von Dosierungsfehlern) sowie Zeitersparnis für das Pflegepersonal gewinnt die Arzneimittelherstellung standardisierter Dosierungen (ready-to-use, ready-to-administer) sehr häufig benötigter Parenteralia, wie Antikoagulantien, Katecholamine, Elektrolyte und Diuretika, zunehmende Bedeutung. Im Zuge der "Corona-Pandemie" wurde bei Lieferabrissen die Versorgung mit intensivmedizinisch relevanten Arzneimitteln wie Midazolam, Sufentanil und Fentanyl sowie Händedesinfektionsmitteln durch die krankenhausspezifischen Großherstellungskapazitäten abgedeckt.

#### Patientenindividuelle Herstellung

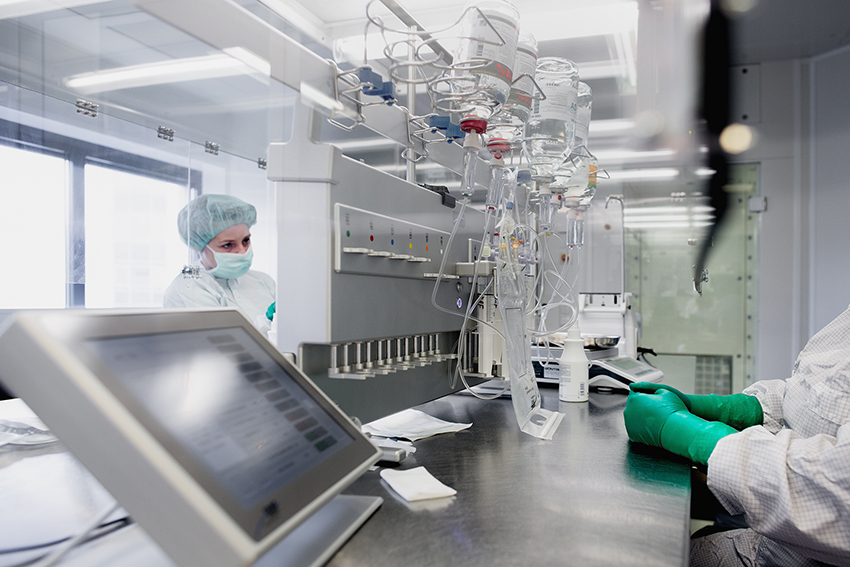
Aseptische Herstellung parenteraler Ernährung unter einem Laminar-flow

Arzneimittel für die speziellen Bedürfnisse eines einzelnen Patienten werden im Rechtsrahmen der Rezeptur hergestellt. Das sind insbesondere niedrig dosierte Arzneistoffe in Form von Kapseln, Saft, Tropfen oder Suppositorien für die Pädiatrie, oder spezielle Dosierungen bzw. Anwendungsformen, die als Fertigarzneimittel ebenfalls nicht erhältlich sind. Unter Reinraumbedingungen werden in der Apotheke weiterhin komplex zusammengesetzte totale parenterale Ernährungen (TPN) für den individuellen Bedarf früh- bzw. neugeborener Kinder, die oral nicht ausreichend ernährt werden können, aseptisch hergestellt. Unter diesen Reinraumbedingungen findet ebenfalls die aseptische Produktion von Spezialrezepturen, wie Betäubungsmittel-enthaltende Schmerzkassetten für die patientengesteuerte Analgesie, intraocculare Injektionen sowie die patientengerechte Dosierung von Antimykotika, Antiinfektiva und Präparaten zur Enzymersatztherapie statt. Die Vorbereitung zur Anwendung eines neuartigen Gentherapeutikums unter diesen pharmazeutischen Herstellungsbedingungen wird seitens seines Herstellers explizit empfohlen
Unter gesonderten Sicherheitsmaßnahmen und durch speziell geschultes Personal erfolgt die patientenindividuelle Herstellung von Zytostatika zur parenteralen Applikation. Reinraumbedingungen nach dem international gültigen Good Manufacturing Practice(GMP)-Standard gewährleisten sowohl die Sterilität des Produktes (Produktschutz) als auch den Schutz des herstellenden Personals vor schädigenden zytotoxischen Wirkungen der Zytostatika (Personenschutz). Große Krankenhausapotheken produzieren jährlich mehr als 60.000 einzelne Applikationsformen dieser hochwirksamen Arzneimittel. Mittlerweile werden vereinzelt Roboter zur automatisierten Produktion häufig verordneter Zytostatikazubereitungen eingesetzt. 

Bei der klinischen Arzneimittelprüfung der Phasen 2–4 sind Krankenhausapotheken neben der patientenindividuellen Zubereitung parenteral zu verabreichender Studienmedikationen in die Good Clinical Practice(GCP)-gerechte Lagerung, Verwaltung, Verblindung sowie Dokumentation der apothekeninternen Abläufe bei der Handhabung von Studienmedikationen eingebunden.

### Qualitätssicherung
Umfangreiche Kontrolluntersuchungen nach den Vorschriften des Deutschen Arzneibuches (DAB) und des Europäischen Arzneibuches (Ph. Eur.) stellen die Qualität der defektur- und rezepturmäßig hergestellten Arzneimittel sicher. Dazu gehören
- die Qualitätsuntersuchung der eingesetzten Rohstoffe und Packmittel
- die qualitative und quantitative Analyse der produzierten Arzneimittel
- die stichprobenartige qualitative Untersuchung von Fertigarzneimitteln
- die Sicherung der GMP-Bedingungen in den Reinraumbereichen
- die Validierung und Qualifizierung von Prüfgeräten

Übliche Untersuchungsmethoden sind die UV/VIS- und IR-Spektroskopie, Hochleistungsflüssigkeits- (HPLC), Gas- (GC) und Dünnschichtchromatographie (DC), Titrimetrie, Schmelzpunkt-, Dichte- und Brechungsindexbestimmung. Mikrobiologische Untersuchungen werden im Allgemeinen in externen Laboren beauftragt.

### Steuerung des Arzneimittelgebrauchs und Arzneimitteltherapiesicherheit
Zur Steuerung des richtigen, sicheren und ökonomischen Arzneimittelgebrauchs bieten Krankenhausapotheken zahlreiche weitere klinisch-pharmazeutische Dienstleistungen an.
- Antibiotic Stewardship (ABS)
- Arzneimittelinformation zu allen Aspekten der Arzneimittelanwendung, insbesondere zu Dosierungen, Neben- und Wechselwirkungen
- pharmakokinetische Dosisberechnungen
- Apotheker auf Station
- Visitenteilnahme
- Medikationsanalyse; Aufnahme- und Entlassmedikation
- interdisziplinäres Erstellen von Therapieplänen
- Beratung und Schulung spezieller Patientengruppen wie Antikoagulantien-, Asthma- und Dialysepatienten
- Durchführung von Arzneimittelrückrufen
- Stationsbegehungen gemäß §14 Apothekengesetz
- Vorsitz oder Geschäftsführung der Arzneimittelkommission
- Analyse betriebswirtschaftlicher Kenndaten zum Arzneimittelverbrauch sowie Budgetberatung

Arzneimittelinformationsstellen der Landesapothekerkammern bearbeiten komplexe arzneimittelbezogene Fragestellungen für öffentliche Apotheken und stellen umfangreich referenzierte valide Informationen zur Beratung von Ärzten und Patienten bereit. Diese Informationsstellen sind in vielen Bundesländern in Krankenhausapotheken angesiedelt.

### Aus- und Weiterbildung
Krankenhausapotheken sind zugelassene Ausbildungsstätten für Pharmazeutisch-kaufmännische Angestellte (PKA). Ein Pharmazeutisch-technischer Assistent (PTA) kann sein halbjähriges Apothekenpraktikum in Krankenhausapotheken absolvieren. Studierende der Pharmazie haben die Möglichkeit zur Famulatur, oder nach dem 2. Abschnitt der Pharmazeutischen Prüfung, zur Ableistung einer Hälfte ihres Praktischen Jahres (PJ). Von den Apothekerkammern dafür zugelassene Krankenhausapotheken bieten Fachweiterbildungen in den Bereichen „Klinische Pharmazie“ und „Arzneimittelinformation“ an.

### Forschung und Lehre
Einige Krankenhausapotheken in Universitätskliniken besitzen eine Herstellungserlaubnis nach §13 Arzneimittelgesetz (Deutschland) und stellen GMP-gerecht Prüfpräparate her, die in enger Zusammenarbeit mit Studienzentren und Prüfärzten weiter klinisch erforscht werden. Wissenschaftliche Fragestellungen zu Arzneimitteln werden in einzelnen Krankenhausapotheken darüber hinaus zusammen mit universitären Forschungseinrichtungen in gemeinsamen Promotions- und Habilitationsprojekten bearbeitet.
Mit der Einrichtung des Hochschulfaches „Klinische Pharmazie“ sind einige Krankenhausapotheken weiterhin in die Hochschullehre eingebunden. Den Pharmaziestudierenden werden hier schwerpunktmäßig und mit einem starken Praxisbezug patientenorientierte Lehrinhalte vermittelt.